# یو میزوشیما
یو میزوشیما (انگلیسی: Yū Mizushima; ۱۸ ژانویهٔ ۱۹۵۶ – ) صداپیشگی در ژاپن، شخصیت‌های تلویزیونی در ژاپن، بازیگر، راوی، و مجری اهل ژاپن بود. وی از سال ۱۹۷۰ میلادی تاکنون مشغول فعالیت بوده‌است.